# Capítulo 11 de la Ley de Quiebras de los Estados Unidos
El capítulo 11 de la Ley de Quiebras de los Estados Unidos (en inglés Chapter 11 of Title 11 of the United States Code) permite a las empresas en el país estadounidense con problemas financieros a reorganizarse bajo la protección de la ley. Aunque el capítulo 11 también es válido para personas particulares, suele utilizarse para empresas. Por otro lado, el capítulo 7 regula la introducción de la quiebra por liquidación y el capítulo 13 se aplica para la mayoría de particulares.

## Información general
Cuando una empresa no está en condiciones de asumir su deuda o de pagar a sus acreedores, la propia empresa o sus acreedores pueden presentar una solicitud de protección de bancarrota del capítulo 7 o capítulo 11 por medio de un tribunal federal.
Bajo el capítulo 7 la empresa cesa sus actividades, un agente vende la totalidad de los activos y distribuye el capital resultante entre los acreedores. El monto resultante se distribuye entre los propietarios de la empresa. Bajo el capítulo 11, en la mayoría de los casos, el deudor mantiene el control sobre las operaciones bajo supervisión de la corte.